# 1677 az irodalomban
Az 1677. év az irodalomban.

## Új művek
- január 1. – Jean Racine tragédiája, a Phaedra (Phèdre) bemutatója Párizsban.

## Születések
- július 2.  – Ráday Pál, II. Rákóczi Ferenc kancellárja, költő, könyvtáralapító († 1733)

## Halálozások
- február 21. – Baruch Spinoza, a felvilágosodás korának racionalista filozófusa, a panteizmus képviselője (* 1632)
- július 9. – Angelus Silesius (született Johannes Scheffler) német költő és misztikus teológus, a barokk katolikus líra mestere (* 1624)